# جنه موریس
جنه موریس (انگلیسی: Jené Morris؛ زادهٔ ۲۱ ژوئیهٔ ۱۹۸۷) بازیکن بسکتبال اهل ایالات متحده آمریکا است.